# 1887 w muzyce
Wydarzenia muzyczne w 1887 roku.

## Wydarzenia
- 22 stycznia
  - w londyńskim Savoy Theatre(inne języki) miała miejsce premiera operetki Ruddigore, or The Witch's Curse Arthura Sullivana[1][2][3]
  - w Paryżu odbyła się premiera „Piano Quartet No.2” op.45 Gabriela Fauré[1][2]
- 27 stycznia
  - w Pradze odbyła się prywatna premiera „Terzetto” op.74 oraz „4 Romantic Pieces” op.75 Antonína Dvořáka[1][2]
  - w Paryżu odbyła się premiera kantaty „Biblis” Julesa Masseneta[1][2]
- 31 stycznia – w moskiewskim Teatrze Bolszoj miała miejsce premiera opery Trzewiczki Piotra Czajkowskiego[1][2][4]
- 4 lutego – w Bostonie odbyła się premiera uwertury „In the Mountains” op.14 Arthura Foote[1][2]
- 5 lutego
  - w mediolańskiej La Scali miała miejsce premiera opery Otello Giuseppe Verdiego[1][2][5]
  - w paryskiej Salle Pleyel miała miejsce premiera „Wedding Cake” op.76 Camille’a Saint-Saëns[1][2]
- 11 lutego – w Wiedniu odbyła się premiera trzech pieśni: „Wie Melodien zeiht es mir” op.105/1, „Das Mädchen spricht” op.107/3 oraz „Maienkätzchen” op.107/4 Johannesa Brahmsa[1][2]
- 19 lutego – w Paryżu odbyła się premiera „Barcarolle No.2” op.41 Gabriela Fauré[1][2]
- 23 lutego – w bostońskiej Music Hall miała miejsce premiera „Jabberwocky” George’a Whitefielda Chadwicka[1][2]
- 8 marca – w Kolonii odbyła się premiera „Wandrers Sturmlied” op.14 Richarda Straussa[1][2]
- 9 marca – w Bostonie odbyła się premiera „String Quartet No.3” George’a Whitefielda Chadwicka[1][2][6]
- 15 marca
  - w paryskim Théâtre Favart miała miejsce premiera Proserpine Camille’a Saint-Saëns[1][2]
  - w Bostonie odbyła się premiera „Suite No.1” op.15 Arthura Foote[1][2]
- 20 marca
  - w Moskwie odbyła się premiera „An Angel Cried Out” Piotra Czajkowskiego[1][2]
  - w Paryżu odbyła się premiera Symphonie sur un Chant Montagnard Français op.25 Vincenta d’Indy[1][2]
  - w madryckim Salón Romero miała miejsce premiera „Estudio impromptu” op.56 oraz „Suite Ancienne No.2” Isaaca Albéniza[1][2]
- 22 marca – w Wiedniu odbyła się premiera „Bitteres zu sagen denkst du” op.32/7 Johannesa Brahmsa[1][2]
- 26 marca – w Wiedniu odbyła się premiera „O liebliche Wangen, ihr macht mir Verlangen” op.47/4 Johannesa Brahmsa[1][2]
- 30 marca – w Pradze odbyła się publiczna premiera „Terzetto” op.74[1][2][7] oraz „4 Romantic Pieces” op.75[1][2][8] Antonína Dvořáka
- 3 kwietnia – w paryskiej Salle de Kriegelstein miała miejsce premiera poematu symfonicznego Le nuit de mai Ruggero Leoncavallo[1][2]
- 14 kwietnia – w Moguncji odbyła się premiera „Andreas Hofer” Alberta Lortzinga[1][2]
- 3 maja – w Manchesterze odbyła się premiera psalmu „O Praise the Lord of Heaven” op.27 Charlesa Villiersa Stanforda[1][2]
- 11 maja – w londyńskim Buckingham Palace miała miejsce premiera „Carmen Saeculare” op.26 Charlesa Villiersa Stanforda[1][2]
- 18 maja – w paryskiej Salle Favart miała miejsce premiera opery komicznej Król mimo woli Emmanuela Chabriera[1][2][9]
- 25 maja – pożar paryskiej Salle Favart, w którym zginęły 84 osoby[10]
- 27 czerwca – w londyńskiej St. James’s Hall miała miejsce premiera III symfonii „The Irish” op.28 Charlesa Villiersa Stanforda[1][2][11]
- 4 lipca – w londyńskim Imperial Institute miała miejsce premiera „Ode on Laying the Foundation Stone of the Imperial Institute” Arthura Sullivana[1][2][12]
- 24 lipca – w Reims odbyła się premiera „Mass in memory of Jeanne d’Arc” Charles’a Gounoda[1][2]
- 5 września – pożar Theatre Royal w Exeter, w którym zginęło 186 osób[1][2][13]
- 11 września – w Lužanach odbyła się prywatna premiera pierwszej wersji „Mass in D major” op.86 Antonína Dvořáka[1][2][14]

- 18 października – w kolońskiej Gürzenichsaal miała miejsce premiera „Concerto for Violin and Cello” op.102 Johannesa Brahmsa[1][2][15]
- 1 listopada – w petersburskim Teatrze Maryjskim miała miejsce premiera opery Czarodziejka Piotra Czajkowskiego[1][2][16]
- 8 listopada – Emil Berliner opatentował gramofon
- 12 listopada – w Sankt Petersburgu odbyła się premiera „Spanish Capriccio” op.34 Nikołaja Rimskiego-Korsakowa[1][2]
- 20 listopada – lipskim Gewandhaus miała miejsce premiera „Violin Sonata” op.7 Etheli Smyth[1][2]
- 26 listopada – w Moskwie odbyła się premiera „Suite No.4” op.61 Piotra Czajkowskiego[1][2][17]
- 10 grudnia – lipskim Gewandhaus miała miejsce premiera „Violin Sonata No.3” op.45 Edvarda Griega[1][2]
- 17 grudnia – w Theater an der Wien miała miejsce premiera operetki Simplicius Johanna Straussa (syna)[1][2][18]
- 18 grudnia – w wiedeńskim Volksgarten miała miejsce premiera marsza „Reitermarsch” op.428 Johanna Straussa (syna)[1][2]
- 24 grudnia – w bostońskiej Music Hall miała miejsce premiera uwertury „Melpomene” George’a Whitefielda Chadwicka[1][2][19]

## Urodzili się
- 27 stycznia – Francesco Merli, włoski śpiewak operowy (tenor) (zm. 1976)
- 28 stycznia – Artur Rubinstein, polski pianista mieszkający w Stanach Zjednoczonych (zm. 1982)
- 2 lutego – Arij Pazowski, radziecki dyrygent (zm. 1953)
- 10 lutego – Jadwiga Bayerówna, polska pianistka, nauczycielka muzyki (zm. 1967)
- 11 lutego – Louis Persinger, amerykański skrzypek, pianista, dyrygent i pedagog (zm. 1966)
- 13 lutego – Géza Csáth, węgierski pisarz, dramaturg, muzyk, krytyk muzyczny, lekarz psychiatra (zm. 1919)
- 17 lutego – Leevi Madetoja, fiński kompozytor (zm. 1947)
- 18 lutego – Zofia Iwanowska-Płoszko, polska skrzypaczka, kompozytorka i pedagog (zm. 1943)
- 23 lutego – Oskar Lindberg, szwedzki kompozytor i organista (zm. 1955)
- 5 marca – Heitor Villa-Lobos, brazylijski kompozytor i pianista (zm. 1959)
- 7 marca – Heino Eller, estoński kompozytor i pedagog (zm. 1970)
- 9 kwietnia – Konrad Tom, polski scenarzysta, piosenkarz, reżyser filmowy, aktor kina polskiego oraz żydowskiego, autor tekstów kabaretowych, i słów wielu piosenek (zm. 1957)
- 10 kwietnia – Heinz Tiessen, niemiecki kompozytor (zm. 1971)
- 24 kwietnia – Christina Morfowa, bułgarska śpiewaczka operowa (sopran) (zm. 1936)
- 6 maja – Georg Hartmann, niemiecki dyrygent, poeta, twórca pieśni i muzyki teatralnej (zm. 1954)
- 11 maja – Paul Wittgenstein, amerykański pianista pochodzenia austriackiego (zm. 1961)
- 20 maja – Władysław Górzyński, polski dyrygent, kompozytor i skrzypek (zm. 1966)
- 10 czerwca – Wacław Karaś, polski muzyk, kompozytor i dyrygent orkiestr wojskowych (zm. 1942)
- 24 czerwca – Ganna Walska, amerykańska śpiewaczka operowa (sopran) pochodzenia polskiego (zm. 1984)
- 29 lipca – Rudi Stephan, niemiecki kompozytor muzyki klasycznej (zm. 1915)
- 6 sierpnia – Oliver Wallace, amerykański kompozytor muzyki filmowej i dyrygent angielskiego pochodzenia (zm. 1963)
- 13 sierpnia – Hipólito Lázaro, hiszpański śpiewak operowy (tenor) (zm. 1974)
- 15 sierpnia
  - Marion Bauer, amerykańska kompozytorka, pisarka muzyczna i pedagog pochodzenia francuskiego (zm. 1955)
  - Zygmunt Białostocki, polski muzyk, pianista i kompozytor żydowskiego pochodzenia (zm. 1942 lub 1943)
- 25 sierpnia – Fartein Valen, norweski kompozytor (zm. 1952)
- 29 sierpnia – Roman Wiktor Mazurkiewicz, polski kompozytor, powstaniec wielkopolski, burmistrz Lwówka i  Grodziska Wielkopolskiego (zm. 1969)
- 12 września – George Georgescu, rumuński dyrygent, wiolonczelista i pedagog (zm. 1964)
- 14 września – Paweł Kochański, polski skrzypek (zm. 1934)
- 16 września – Nadia Boulanger, francuska kompozytorka, pedagog, dyrygent, pianistka (zm. 1979)
- 29 września – Michał Julian Piotrowski, polski teoretyk muzyki, pedagog i krytyk muzyczny (zm. 1949)
- 30 września – Tadeusz Mazurkiewicz, polski dyrygent, dyrektor teatrów, poseł na Sejm w II RP II kadencji (zm. 1968)
- 6 października – Maria Jeritza, czeska śpiewaczka operowa (sopran) (zm. 1982)
- 7 października – Bolesław Mierzejewski, polski aktor filmowy i teatralny, śpiewak operetkowy, reżyser (zm. 1980)
- 14 października – Ernest Pingoud, fiński kompozytor, dyrygent i pianista pochodzenia alzackiego (zm. 1942)
- 25 października – Willem Andriessen, holenderski kompozytor i pianista (zm. 1964)
- 10 listopada – Papa Charlie Jackson, amerykański piosenkarz, gitarzysta i bandżysta bluesowy (zm. 1938)
- 11 listopada – Magdalena Bylczyńska, polska pianistka i pedagog muzyczny (zm. 1966)
- 6 grudnia – Joseph Lamb, amerykański kompozytor muzyki ragtime (zm. 1960)
- 7 grudnia – Ernst Toch, amerykański kompozytor pochodzenia żydowskiego (zm. 1964)
- 12 grudnia – Kurt Atterberg, szwedzki kompozytor i dyrygent (zm. 1974)
- 24 grudnia – Lucrezia Bori, hiszpańska śpiewaczka operowa (sopran) (zm. 1960)
- 27 grudnia – Bernard van Dieren, holenderski kompozytor i krytyk muzyczny (zm. 1936)

## Zmarli
- 24 stycznia – Moritz Brosig, niemiecki muzyk, śląski organista i kompozytor (ur. 1815)
- 27 lutego – Aleksandr Borodin, rosyjski chemik, kompozytor i muzyk (ur. 1833)
- 2 marca – Wilhelm Troschel, polski śpiewak operowy (bas) (ur. 1823)
- 11 marca – Ludvig Mathias Lindeman, norweski kompozytor i organista (ur. 1812)
- 16 marca – Emanuel Kania, polski kompozytor, pianista, organista i krytyk muzyczny (ur. 1827)
- 17 marca – Michał Zawadzki, ukraiński kompozytor i pedagog polskiego pochodzenia (ur. 1828)
- 28 kwietnia – Carl Ferdinand Pohl, niemiecki organista, kompozytor, bibliotekarz i pisarz muzyczny (ur. 1819)
- 23 maja – Gaetano Fraschini, włoski śpiewak operowy (tenor) (ur. 1816)
- 13 sierpnia – Jules Pasdeloup, francuski dyrygent (urm. 1819)
- 31 października – George Macfarren, angielski kompozytor i muzykolog (ur. 1813)
- 2 listopada – Jenny Lind, szwedzka śpiewaczka operowa (sopran) (ur. 1820)
- 18 listopada – Eduard Marxsen, niemiecki kompozytor i pianista (ur. 1806)
- 1 grudnia – František Žaškovský, słowacki kompozytor i nauczyciel (ur. 1819)

## Nagrody
- 25 lipca – kantata „Dydona” Gustave’a Charpentiera zdobywa nagrodę Prix de Rome[1][2][20]